# Jewish Chamber Orchestra Munich

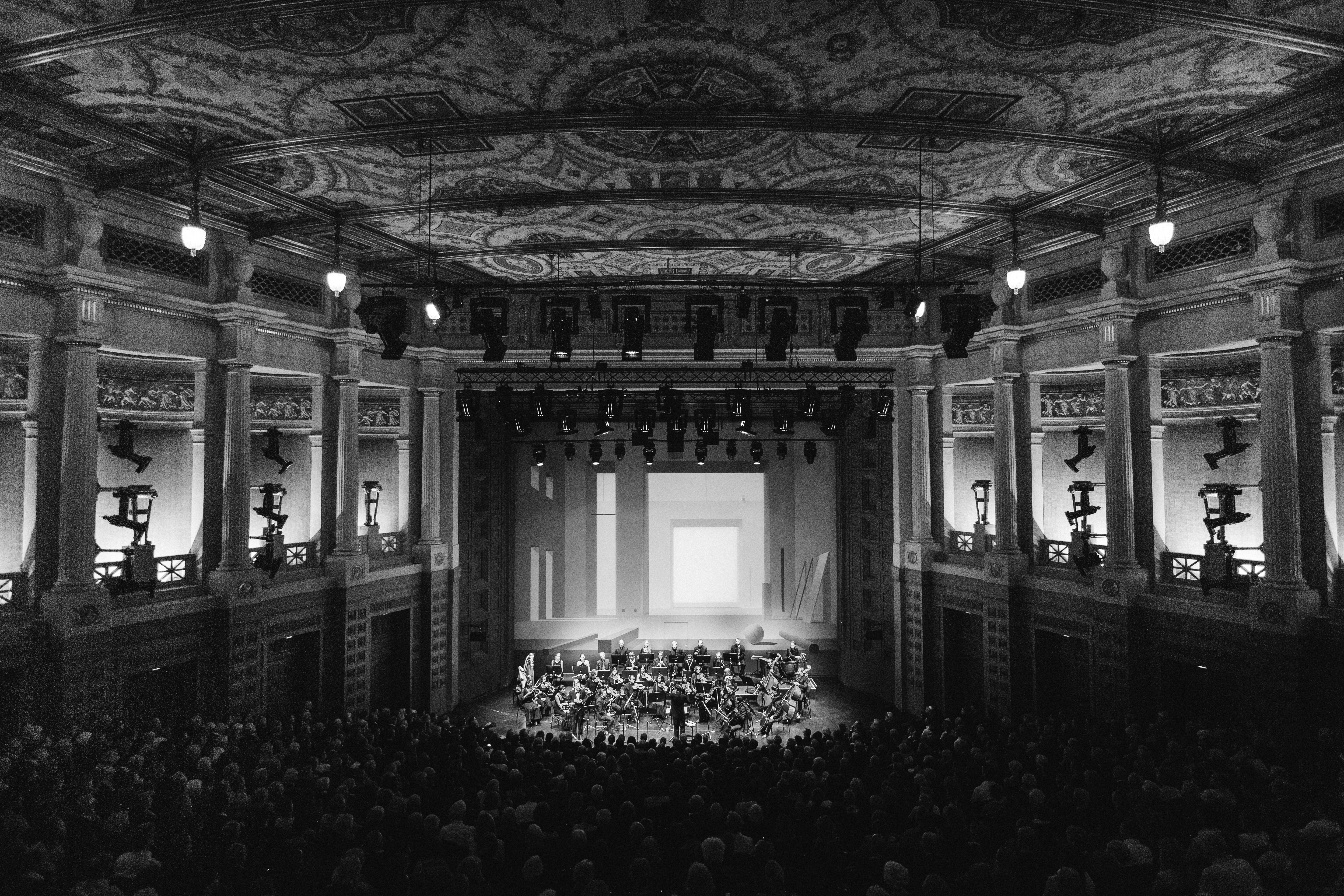
Das Orchester Jakobsplatz München beim Neujahrskonzert im Oktober 2015 im Prinzregententheater München (Foto: Dashuber)

Das Jewish Chamber Orchestra Munich (bis 2018 Orchester Jakobsplatz München) ist ein professionelles Orchester mit Sitz in München. Das Orchester hat einen festen Musikerstamm und setzt sich aus jüdischen und nichtjüdischen Profi-Musikern zusammen. Die Ensemblegröße variiert je nach Repertoire und Auftrittsort.

## Geschichte
Das Orchester wurde als Orchester Jakobsplatz München 2005 durch den Dirigenten Daniel Grossmann gegründet, der seitdem Künstlerischer Leiter des Orchesters ist. Seit der Saison 2018/19 nennt sich das Orchester „Jewish Chamber Orchestra Munich“.
Das Orchester spielt in verschiedenen Konzertsälen und Theatern in und außerhalb Münchens und pflegt langjährige Kooperationen mit wichtigen Münchner Kulturinstitutionen wie der Bayerischen Staatsoper, dem Museum Villa Stuck oder den Münchner Kammerspielen.
Tourneen führten das JCOM u. a. nach Österreich, Ungarn, Rumänien, Israel, Moldawien, in die Ukraine, nach Usbekistan, Tschechien, Schweden, Polen, Litauen, China sowie Nordamerika.

## Inhaltliche Ausrichtung
Alle Aktivitäten des Orchesters beschäftigen sich mit unterschiedlichen Aspekten jüdischer Kultur im Hinblick auf ihre Relevanz für die Gegenwart – es ist damit das einzige thematisch ausgerichtete Orchester der Welt.
Gespielt wird hauptsächlich, jedoch nicht ausschließlich, Musik jüdischer Komponisten. Alle Konzerte des Orchesters werden von Daniel Grossmann moderiert und mit Einführungen versehen. Die präsentierten Themen reichen dabei von Konzerten, die einem bestimmten jüdischen Feiertag oder Ritual gewidmet sind (so wie das Jüdische Neujahrskonzert jährlich im Oktober im Münchner Prinzregententheater oder ein Konzert zum jüdischen Trauerritual Shiva), über Konzerte zu jüdischen Künstlern (z. B. Porträts von Komponisten, die aufgrund des Holocaust in Vergessenheit geraten sind, oder anderen wichtigen jüdischen Persönlichkeiten wie Paul Celan oder Franz Kafka) bis hin zu Stummfilmkonzerten (z. B. Das Alte Gesetz von 1923: das JCOM spielte bei der Berlinale 2018 die Uraufführung der im Auftrag von arte rekonstruierten und von Philippe Schoeller mit einer neuen Filmmusik versehenen Fassung).
Dabei arbeitet das JCOM mit Künstlern unterschiedlicher Genres zusammen, wie z. B. dem Video-Künstler Christoph Brech, Komponisten wie Nikolaus Brass, Richard Ruzicka, Sarah Nemtsov oder Moritz Gagern oder Solisten wie Anne-Sophie Mutter, Daniel Hope, Christoph Prégardien, Benjamin Appl, Ludwig Mittelhammer, David Orlowsky, Ingeborg Danz oder Tassilo Probst und Schauspielerinnen wie Bibiana Beglau, Brigitte Hobmeier, Lambert Hamel, Götz Otto und Sibylle Canonica.

## Education-Programm
Neben regelmäßigen Konzerten für Kinder und Jugendliche verwirklicht das JCOM im Rahmen seines Education-Programms immer wieder große Projekte:
Im September 2017 wurde das Orchester mit dem Kinder- und Jugendprojekt „Opernschule“ in das von Kulturstaatsministerin Monika Grütters initiierte Programm „Exzellente Orchesterlandschaft Deutschland“ aufgenommen. Das Projekt hat 2018/19 rund 100 Kindern und Jugendlichen im Alter von 7 bis 18 Jahren aus sozial benachteiligten Familien im Raum München die Möglichkeit geboten, kostenlos durch Workshops und Unterricht einen Einblick in sämtliche Bereiche des professionellen Musiktheaters und des Produktionsprozesses einer Neuinszenierung zu erlangen.
Das Folgeprojekt war 2022 die „ButterbroteBesserEsser Oper“, ein für das JCOM von der Kinderbuchautorin Nadia Budde, dem Komponisten Gustavo Strauss und der Regisseurin Sapir Heller in Zusammenarbeit mit Daniel Grossmann entwickeltes Werk, das im November 2022 im Münchner Volkstheater aufgeführt wurde. Dabei wirkten rund 40 Kinder im Orchester und 60 auf der Bühne als Sänger und Darsteller mit.
2023 veröffentlichte das JCOM eine eLearning-Plattform zum Leben und Musikschaffen im Konzentrationslager Theresienstadt, die sowohl zum Einsatz in der Schule als auch für andere Interessierte geeignet ist. Die Umsetzung wurde im Rahmen des Dive-in-Programms der Kulturstiftung des Bundes gefördert.